# 카트린 패른
카트린 패른(에스토니아어: Katrin Pärn, 1977년 5월 20일 ~ )은 에스토니아의 가수, 배우이다.